# Baskup - Tony Parker
Baskup - Tony Parker è una serie d'animazione francese prodotta da Télé Images e I Can Fly, trasmessa dal 21 settembre 2011 su M6.